# Bazyli Płaszczewski
Bazyli Płaszczewski (zm. w 1729 roku) – polski naukowiec, rektor Akademii Krakowskiej, prepozyt kapituły kolegiackiej Wszystkich Świętych w Krakowie w latach 1711–1729.
Bazyli Płaszczewski  żył na przełomie XVII i XVIII wieku. Rektorem krakowskiej uczelni został w roku 1719 zastępując na stanowisku Wojciecha Jodłowskiego, urząd sprawował do 1721.